# Compsognathidae
Čeleď Compsognathidae je skupinou menších teropodních dinosaurů, žijících v období jury a křídy. Předek těchto dravých dinosaurů byl zřejmě blízko vzniku opeřeného pokryvu těla. Tyto struktury byly dosud objeveny u čtyř zástupců kompsognatidů – rodů Sinosauropteryx, Sinocalliopteryx, Juravenator a Ubirajara.

## Systematika
Taxonomická pozice v rámci skupiny Coelurosauria je nejistá – podle některých vědců jde o nejbazálnější célurosaury, dle jiných byli součástí skupiny Maniraptora. Pravděpodobně se jednalo o skupinu, spadající do kladu Tyrannoraptora.
V roce 2024 publikoval italský paleontolog Andrea Cau práci, podle které jsou zástupci čeledi Compsognathidae patrně jen juvenilními morfy (mladými formami) jiných teropodních dinosaurů s nejistými vývojovými afinitami.

## Charakteristika
Šlo obecně o velmi malé a štíhle stavěné dravé dinosaury. Největším dosud známým zástupcem byl čínský Sinocalliopteryx s délkou 237 cm.

## Zástupci
- ?Aniksosaurus
- Aristosuchus
- Calamosaurus (může být ve skutečnosti tyranosauroidem)
- Compsognathus (typus)
- Huadanosaurus
- Huaxiagnathus
- Juravenator
- Mirischia
- Sinocalliopteryx
- Sinosauropteryx
- Ubirajara
- Xunmenglong